# Madjrè
Madjrè est un arrondissement du département de Couffo au Bénin.

## Géographie
Madjrè est une division administrative sous la juridiction de la commune de Dogbo,.

## Démographie
Selon le recensement de la population effectué par l'Institut National de la Statistique Bénin en 2013, Madjrè compte 8925 habitants pour une population masculine de 4716 contre 1705 femmes pour un ménage de 8705.